# Derrinallum
Derrinallum (557 habitants) est une localité de l’État du Victoria à 183 km à l'ouest de Melbourne sur l'Hamilton Highway.